# 1094
سنة 1094 كانت سنة بسيطة تبدأ يوم الأحد (الرابط يظهر نموذج التقويم الكامل للسنة) من التقويم اليولياني.

## أحداث
- تأسيس مدينة كومانوفو وتقع حاليا في مقدونيا الشمالية.

## مواليد
- عبد المؤمن بن علي الكومي

## وفيات
- أبو عبيد البكري
- تتش بن ألب أرسلان (487هـ)- سلطان سلجوقي من سلاجقة [وضح من هو المقصود ؟].
- آق سنقر الحاجب.
- أحمد خان بن إبراهيم.
- المتوكل بن الأفطس.
- المستنصر بالله الفاطمي.
- بدر الدين الجمالي.
- سانشو راميريث.
- سونجونغ ملك غوريو.
- عبد الله المقتدي بأمر الله.